# Hrádky
Hrádky je přírodní rezervace poblíž obce Osiky v okrese Brno-venkov. Důvodem ochrany je jedinečně zachovalé přirozené společenstvo javorových bučin na rozhraní 4. a 5. vegetačního stupně. Lokalita je pozoruhodná i z geologického a geomorfologického hlediska jako příklad uložených poměrů rul a selekce mrazovým zvětráváním, území je významné i ornitologicky. Prostor rezervace zahrnuje vrcholovou partii a část svahů stejnojmenného vrchu s nadmořskou výškou 627 metrů spadajícího do Hornosvratecké vrchoviny.

## Fotogalerie

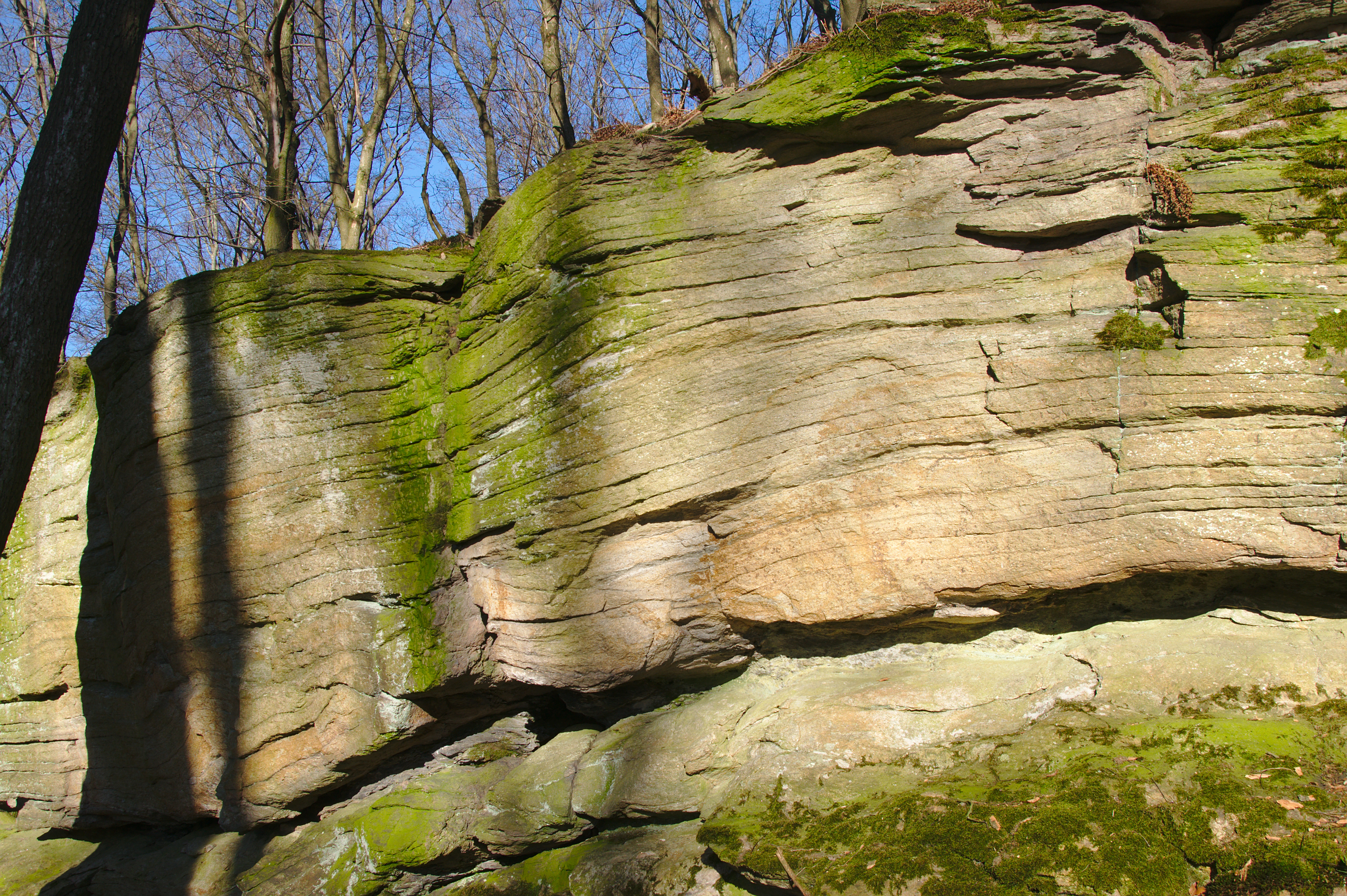
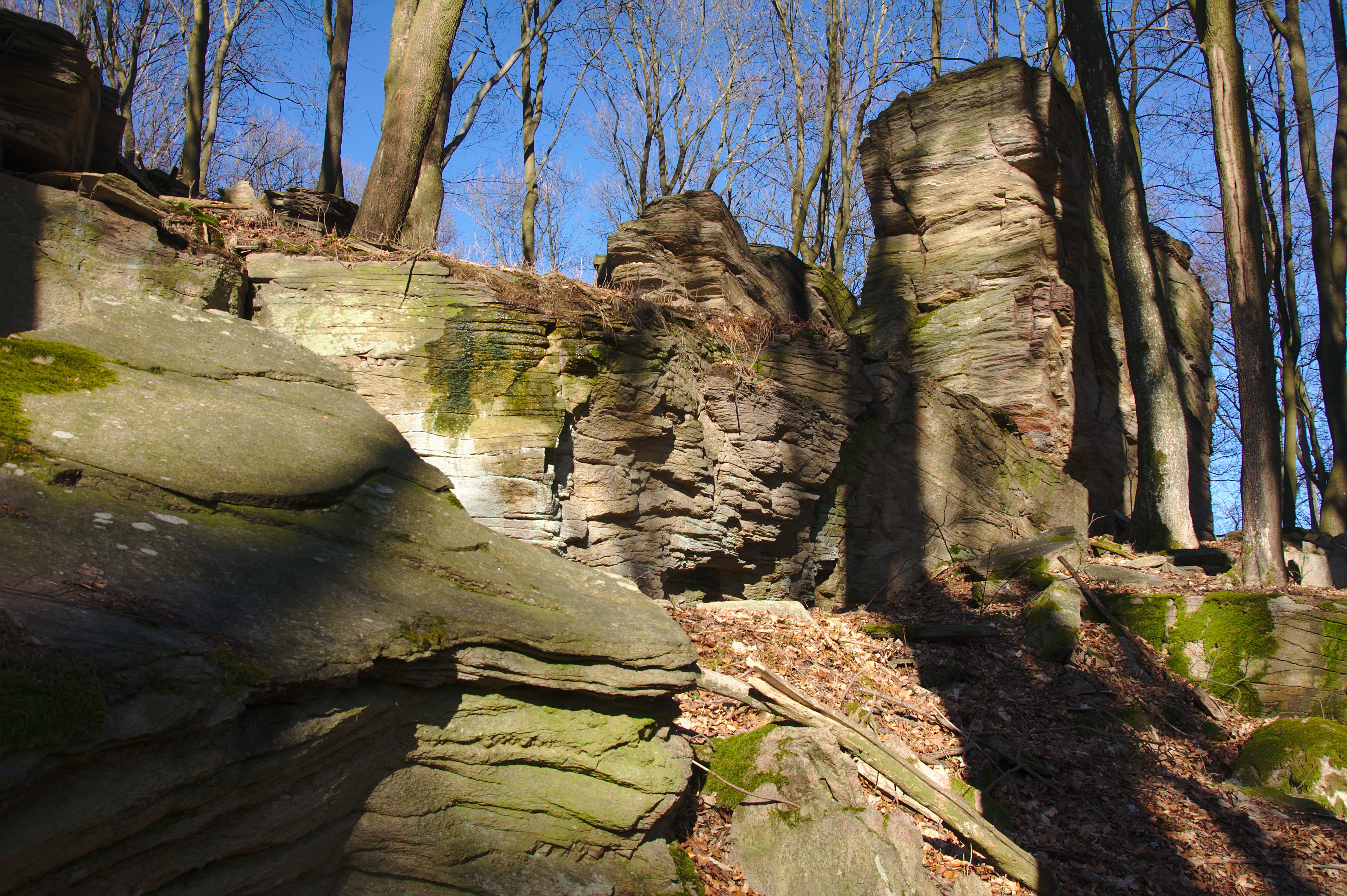
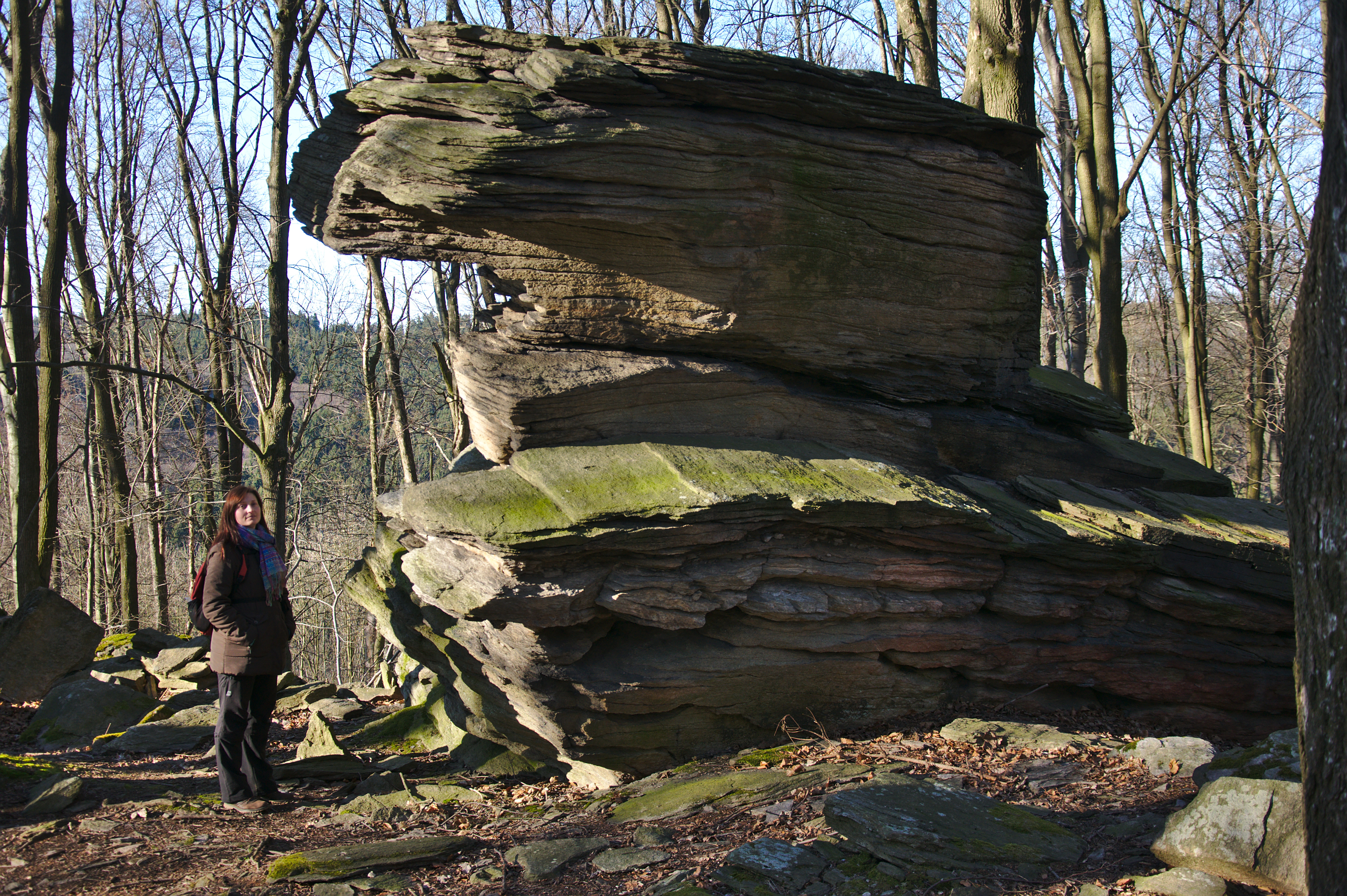
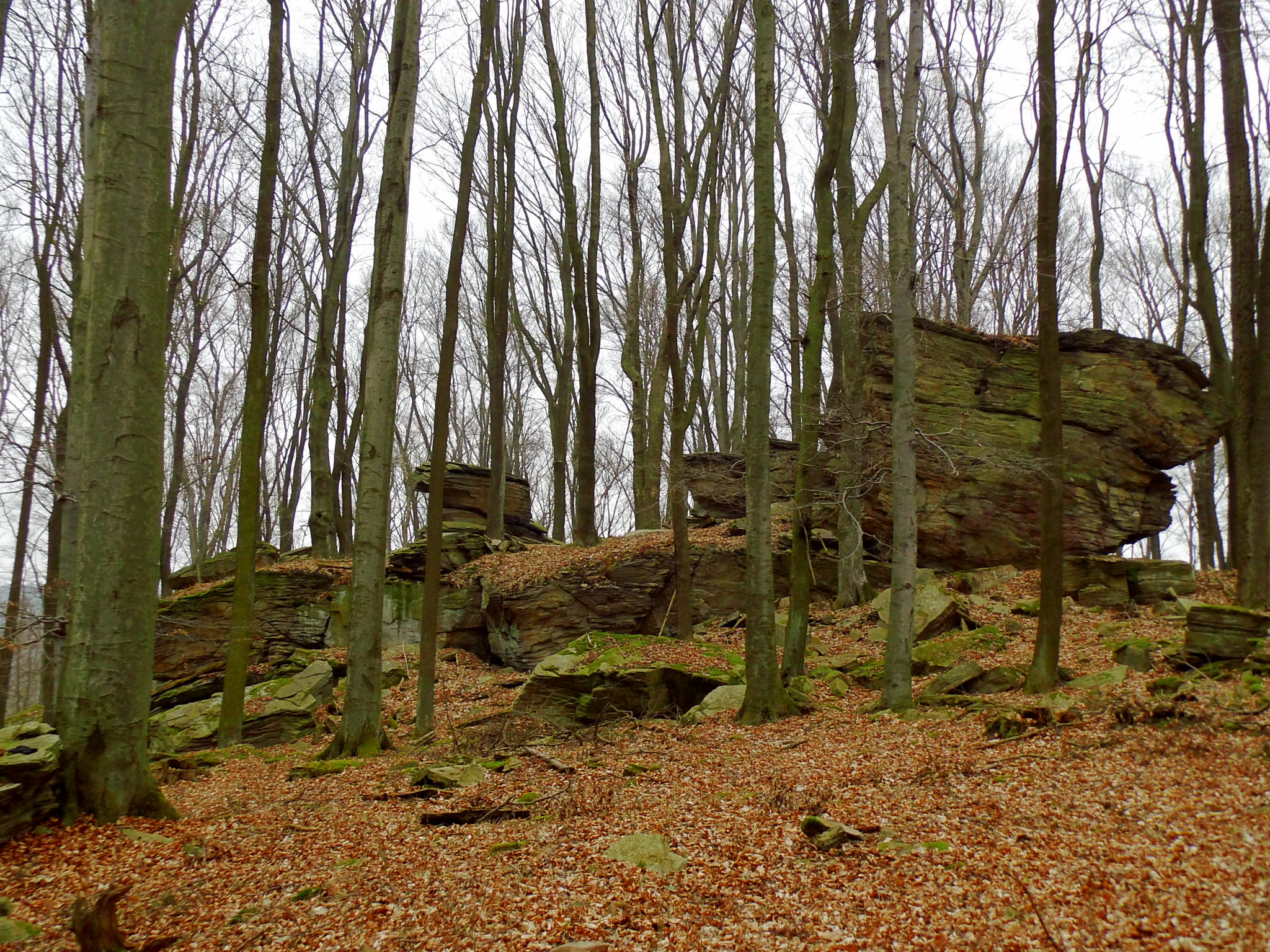